# موبیوس: ظهور امپراطوری
موبیوس: ظهور امپراطوری (به انگلیسی: Moebius: Empire Rising) یک بازی ویدئویی در سبک ماجراجویی گرافیکی می‌‎باشد که توسط استودیو پینکرتن رود توسعه یافته و از سوی فونیکس آنلاین پابلیشینگ برای مایکروسافت ویندوز، اواس ده و لینوکس منتشر گردیده است.

## خلاصه
بنا بر آن‌چه در صفحهٔ بازی در کیک‌استارتر آمده، این بازی روایتی است از زندگی مالاکای رکتر؛ یک دلال عتیقه که برای یافتن آثار ارزشمند به سراسر جهان سفر می‌کند. بازگشت از اسپانیا برای او آغاز مأموریتی تازه بود؛ جایی که اَمل دکستر، رئیس آژانسی دولتی و مخفی به نام FITA، او را فراخواند تا «زنجیره‌ای از رویدادها را با با دقت زیاد بررسی و مستند کند.»